# Vâlcea, Brașov
Vâlcea este un sat în comuna Șinca din județul Brașov, Transilvania, România.